# 1MILLION DANCE STUDIO
1MILLION DANCE STUDIO（ワンミリオンダンススタジオ）は、大韓民国ソウル特別市に所在するダンスコンテンツ会社である。受講に関して年齢や身分制限や特別な予約制度はない。誰でもクーポンを購入すれば受講可能。

## ダンススタジオの概要
大韓民国ソウル特別市に所在するダンススタジオ。江南区（カンナム区）論峴洞（ノンヒョンドン）にてダンスアカデミーを運営中である。2014年に設立されコレオグラファーLIA KIMが共同創業者の内1人である。2015年にオープンした公式Youtubeチャンネルは2040万人（2020年4月30日基準）の登録者数を誇る。
K-POP歌手に振付を提供するダンサー（コレオグラファー）が所属し、SMエンタテインメント、YGエンターテインメント等のプロダクションへ振付を提供する。スタジオの公式YouTubeチャンネルが公開するダンス動画は、購読登録者数は530万人を超える。
DA PUMPのメンバーでダンサーであるKENZOと当スタジオ所属のMina Myoung（ミナ・ミョン）がギネスビールの動画で、パク・ジェボムと当スタジオ所属ダンサーが動画ALL I WANNA DO、それぞれコラボレーションした。ALL I WANNA DOは動画照会数が1,700万回を突破した。

## YouTubeダンス動画
2630万人の購読者数を持つ1MILLION DANCE STUDIOのYouTube動画。スタジオのダンサーが振り付けをしたダンス動画。ダンサーだけでなく、実際にダンスレッスンを受けている生徒も一緒にダンス動画に出演している。

## 所属ダンサー（コレオグラファー）
- Lia Kim（リア・キム）
- Mina Myoung（ミナ・ミョン）
- Junsun Yoo（ジュンソン・ユ）
- Bongyoung Park（ボンヨン・パク）
- May J Lee（メイジェイ・リー）
- Eunho Kim（ウノ・キム）
- Sori Na（ソリ・ナ）
- Yoojung Lee（ユジョン・イ）
- Koosung Jung（クソン・ジョン）
- Jin Lee（ジン・リー）
- Jay Kim（ジェイ・キム）
- Minyoung Park（ミニョン・パク）
- Tina Boo（ティナ・ブ）
- Hyojin Choi（ヒョジン・チェ）
- Kris White（クリス・ホワイト）
- Jihoon Kim（ジフン・キム）
- Kasper（キャスパー）
- Jiyoung Youn（ジユン・ユン）
- J Ho（ジェイ・ホ）
- Jane Kim（ジェイン・キム）
- Jinwoo Yoon（ジヌ・ユン）
- Shawn（ショーン）
- Austin Pak（オースティン・パック）
- Ara Cho（アラ・チョ）
- 近田 力丸（チカダ リキマル）
- 近田 夢里（チカダ ユメリ）
- 竹中 夢生（タケナカ ユメキ）

## 主な取引先（振付提供 ）
- SMエンタテインメント
- YGエンターテインメント
- JYPエンターテインメント
- CJエンターテインメント
- LOENエンターテインメント

## ブランドコラボ
- Galaxy
- FILA
- チェジュ観光公社
- Nike
- Guinesss

## 所属ダンサー（コレオグラファー）の主な振付
- BoA「FOX」[8]
- TWICE 「TT」[9]
- TWICE 「KNOCK KNOCK」[10]
- TWICE 「Woo-Ahh」
- I.O.I 「너무너무너무」
- ソンミ - 24Hours
- ソンミ - Full moon
- Wonder Girls 「I Feel You」
- パク・ジェボム「All I Wanna Do」
- EXID - 「낮보다는 밤」
- Luhan -「Role Play」
- Microdot -「가위바위보」
- 킬라그램-「좋아죽어」
- EXO -「백색소음」
- ACE - 선인장
- MISS A スジ - 「Yes or Maybe」
- PlayBack - Playback
- PlayBack - 없을까